# Diana Maak
Diana Maak (* 1982 in Arnstadt) ist eine deutsche Germanistin und Professorin an der Freien Universität Berlin. Der Schwerpunkt ihrer Arbeit ist das Thema „Deutsch als Zweitsprache“ mit dem Fokus Schulunterricht und Ausbildung.

## Akademischer Werdegang
Diana Maak schloss 2006 ihr Studium in den Fächern Auslandsgermanistik/Deutsch als Fremd- und Zweitsprache, Psychologie und Französisch an der Universität Jena mit dem Magistra Artium ab. Sie arbeitete anschließend bis 2009 als Lektorin und  Unterrichtsassistentin an der Universität Aarhus in Dänemark und unterrichtete an der dänischen Volkshochschule (Folkeligt Oplynigs Forbund) Deutsch als Fremdsprache und Dänisch als Zweitsprache.
Ab 2009 war sie wissenschaftliche Mitarbeiterin an der Friedrich-Schiller-Universität Jena und gab 2013 mit Bernt Ahrenholz den Abschlussbericht einer Untersuchung im Auftrag des Thüringer Kultusministeriums  zur Situation von Schülerinnen und Schülern nichtdeutscher Herkunftssprache in Thüringen heraus. Sie promovierte 2014 über das Thema "Wo kommt das blut HER?" Sprachliche Merkmale des fachlichen Inputs im Fachunterricht Biologie der Sekundarstufe I - ein Konzept-orientierte Analyse der Enkodierung von Bewegungsereignissen. Von 2014 bis 2020 war sie als wissenschaftliche Mitarbeiterin in Forschung und Lehre an der Europa-Universität Flensburg tätig und verantwortete das Projekt „Deutsch als Zweitsprache in Ausbildung und Unterricht“.
Seit September 2020 ist sie Professorin für Deutsch als Zweitsprache und Sprachbildung und hat die Lehrstuhlleitung des Instituts für Deutsche und Niederländische Philologie der FU Berlin inne.
Diana Maak ist Mitbegründerin und -herausgeberin des „Forschungsportals für Spracherwerb und Migration“ an der Friedrich-Schiller-Universität Jena. Bisher (2020) sind vier Bände mit Berichten und Materialien erschienen.

## Forschung
Diana Maak befasst sich in ihrer Forschung insbesondere mit dem Phänomen der Mehrsprachigkeit und der Herausforderung des Zweitspracherwerbs im schulischen Bildungssystem. Sie untersuchte empirisch, wie implizite Sprachbildung (beispielsweise im Mathematik- oder Biologieunterricht) umgesetzt wird, und mit welchen Einstellungen Lehramtsanwärter sich dem Thema nähern. Im Auftrag des Thüringischen Ministeriums für Bildung untersuchte sie quantitativ und qualitativ Bedingungen des Spracherwerbs, den Sprachgebrauch und entsprechende Bildungsprozesse bei Erfurter Schülerinnen und Schülern mit nicht-deutscher Herkunftssprache. Anders als in vielen bisherigen Erhebungen zu dem Thema legte sie dabei nicht die Staatsangehörigkeit der Kinder und Jugendlichen zu Grunde, sondern erfasste im empirischen Teil der Studie die Selbsteinschätzung zur Sprachkompetenz der Schüler.

## Schriften (Auswahl)
Monografie
- Sprachliche Merkmale des fachlichen Inputs im Fachunterricht Biologie. Eine konzeptorientierte Analyse der Enkodierung von Bewegung. De Gruyter, Berlin 2018, ISBN 3-11-051973-9.

Als Herausgeberin
- Mit Britta Hövelbrinks, Isabel Fuchs, Tinghui Duan, Beate Lütke (Hrsg.): Der-Die-DaZ. Forschungsbefunde zu Sprachgebrauch und Spracherwerb von Deutsch als Zweitsprache. De Gruyter, Berlin 2018, ISBN 3-11-057294-X.
- Mit Julia Ricart Brede (Hrsg.): Wissen, können, wollen – sollen?! (Angehende) LehrerInnen und äußere Mehrsprachigkeit. Waxmann Verlag, Münster 2019, ISBN 3-8309-3088-7.
- Mit Julia Ricart-Brede, Enisa Pliska (Hrsg.): Deutsch als Zweitsprache und Mehrsprachigkeit. Ernst Klett Sprachen, Stuttgart 2018, ISBN 978-3-12-688082-4

Artikel
- Videografische Datenerhebung. In: Jan M. Boelmann (Hrsg.): Empirische Forschung in der Deutschdidaktik, Band II, Schneider Verlag, 2018, ISBN 3-8340-1882-1, S. 147–164
- »Geschützt im Mantel eines Anderen« – Die »globale Simulation« als Methode im DaF-Unterricht. In: Informationen Deutsch als Fremdsprache | Band 38, Heft 5/2017. doi:10.1515/infodaf-2011-0504
- Sprachliche Anforderungen im Fachunterricht. Eine Skizze mit Beispielanalysen zum Passivgebrauch in Biologie, mit Bernt Ahrenholz. In: Heike Roll, Andrea Schilling (Hrsg.): Mehrsprachiges Handeln im Fokus von Linguistik und Didaktik, Universitätsverlag Rhein-Ruhr, 2012, ISBN 978-3-942158-37-4
- Bilingualismus. In: Hans Barkowski; Hans-Jürgen Krumm (Hrsg.): Fachlexikon Deutsch als Fremd- und Zweitsprache, A. Francke UTB, Tübingen/Basel 2010, ISBN 978-3-8252-8422-0. Zweite überarb. Aufl. 2016, ISBN 978-3-8252-8630-9